# Halsskov
Halsskov är en halvö norr om Korsør, Själland, Danmark. Halsskov var tidigare känd för sin stora färjehamn där det fram till 14 juni 1998 gick färjor över Stora Bält till Knudshoved på Fyn.

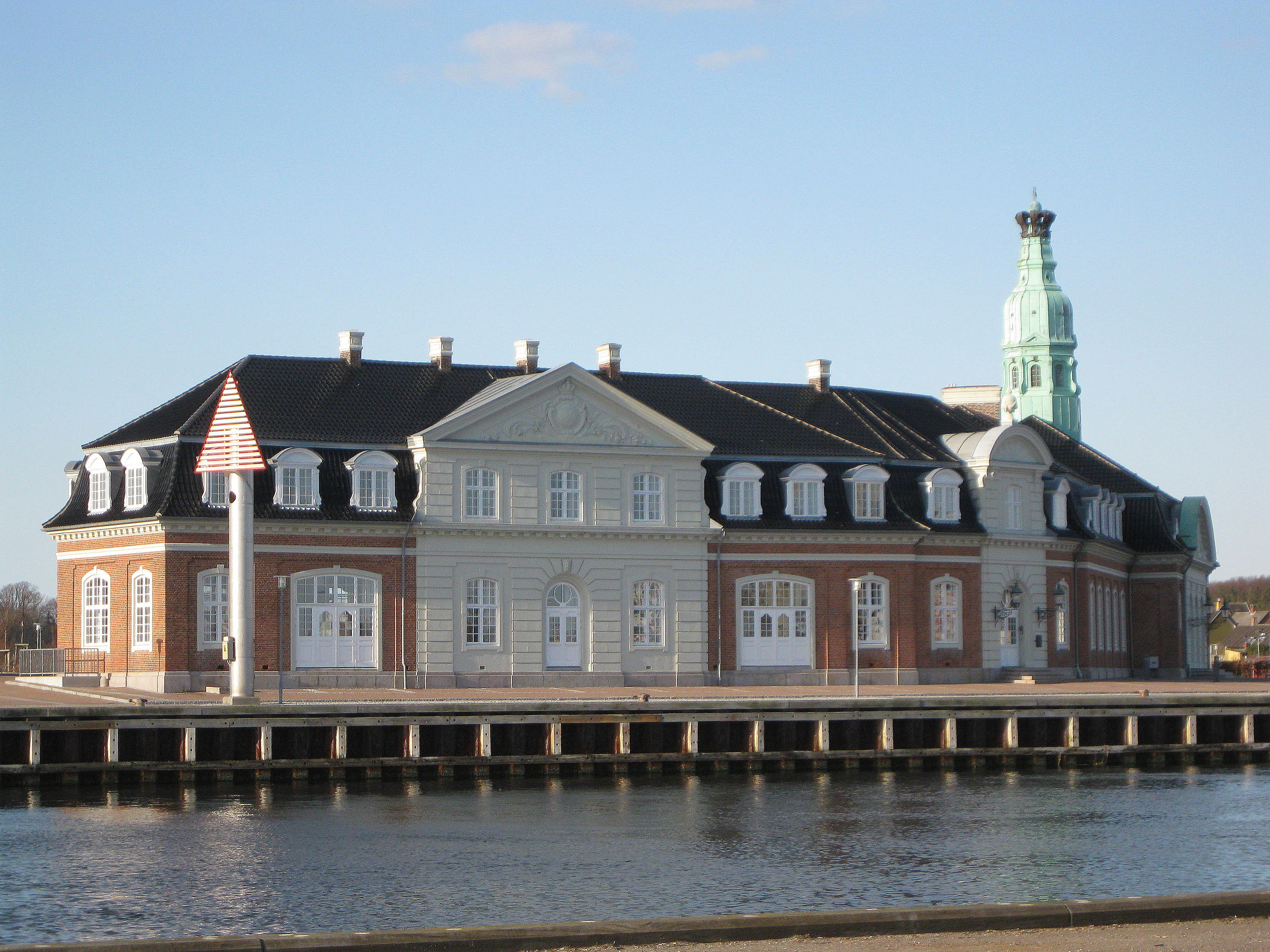
Den tidigare järnvägsstationen vid färjeläget.

Det tidigare färjeläget har gjorts om till badstrand och ett konstgjort rev har byggt 100 meter från kusten på sex meters djup. Revet ingår i ett 3-årigt forskningsprojekt om nyskapade stenrev.
Betalstationen för Stora Bältbron ligger i Halskov.